# Ignatius Leong
Ignatius Leong (nascut el 1956) és un organitzador d'escacs professional de Singapur i ha estat un dels principals organitzadors a l'Àsia durant més de vint anys. És Secretari General de la FIDE i President de l'ASEAN Chess Confederation, un territori de 14 estats, que és geogràficament la federació d'escacs més gran del món. També és president de la Comissió de Desenvolupament de la FIDE.
Fou el primer Organtizador Internacional de l'Àsia, i un dels primers a rebre el títol de FIDE Senior Trainer. A 23 anys, va esdevenir un dels més joves Àrbitres Internacionals. Leong també és director de l'acadèmia d'escacs de l'ASEAN, de la qual han sorgit diversos talents locals. Com a jugador, ha participat en tres olimpíades d'escacs.
Políticament, s'ha mogut entre diverses opcions. Va fundar una «Organització Mundial d'Escacs», que pretenia desbancar la FIDE, però va abandonar el projecte quan no s'hi va adherir prou gent. També ha canviat entre donar suport i oposar-se al president de la FIDE Kirsan Ilyumzhinov.
El 2002, Leong va anunciar que es presentaria a les eleccions a President de la FIDE contra Kirsan Ilyumzhinov. Posteriorment va canviar d'opinió, i va dir que no s'hi presentava. Posteriorment encara va canviar novament, indicant que mai no havia retirat la candidatura. En qualsevol cas, estava regulat que un cop retirarada una candidatura, no es podia tornar a activar, de manera que no es varen celebrar eleccions, ja que Ilyumzhinov era l'únic candidat. De tota manera, Leong va esdevenir Secretari General de la FIDE sota el mandat d'Ilyumzhinov.